# Missa núm. 4 (Schubert)

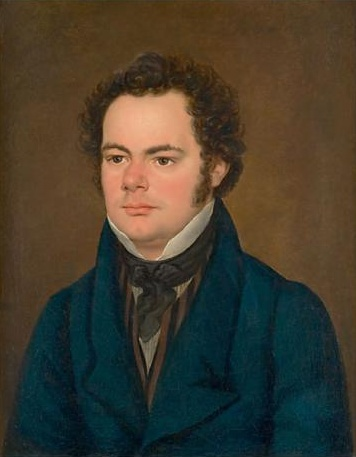
Retrat de Franz Schubert, per Franz Eybl (1827)

La Missa núm. 4 en do major, D 452, és una missa composta per Franz Schubert el 1816. Originalment, està escrita per a veus solistes (soprano, contralt, tenor i baix), cor de SATB, violins I i II, i baix continu (violoncel, contrabaix i orgue). Està classificada com a missa solemnis.

## Context
L'obra va ser composta el juny-juliol de 1816 i possiblement va estrenar-se a l'església de Lichtental a finals de l'estiu o principis de la tardor del mateix any. Com en les seves misses anteriors, el solo de soprano estava escrit pensant en la veu de la seva estimada, Therese Grob.
La missa mostra la influència de Mozart, particularment en la reduïda orquestració, molt original (com el Salzburger Kirchentrio o "Trio d'església de Salzburg") i per la "lleugeresa". Dades d'escrits contemporanis confirmen l'interès de Schubert per les misses brevis de Mozart i per la música de Michael Haydn, un altre compositor de Salzburg.
Schubert realitzà revisió posteriors de la missa. Una, per a un concert posterior (1825) a St. Ulrich, Viena en la que va afegir parts instrumentals per a 2 oboès o clarinets, 2 trompetes i timbales, tot ad libitum. Una altra, el 1828, set setmanes abans de la seva mort, amb una versió purament coral del "Benedictus" (D. 961) en el que reemplaça l'original solo de la soprano, probablement, preveient una actuació on el solo pensat per a la veu de Therese Grob era massa difícil.
Schubert va vendre la partitura de la Missa núm. 4 i altres obres d'església curtes a Anton Diabelli el 1825.[8] Aquesta fou l'única missa publicada en vida del compositor. Schubert la va dedicar a Michael Holzer, l'organista i mestre de cor de l'església de Lichtental, i que fou el seu mestre d'orgue, cant, contrapunt i baix continu.

## Estructura
La missa consta de sis moviments. La seva interpretació dura aproximadament 23 minuts. La següent informació és per a la D 452, llevat que específicament s'indiqui una altra numeració.
1. "Kyrie", Andante con moto, en do major, compàs 4/4.
2. "Gloria", Allegro vivace, en do major, compàs 4/4.
3. "Credo", Allegro, en do major, compàs 3/4.
"Et incarnatus est...", Adagio molto, en re menor, compàs 2/2.
Habitualment, Schubert ometia passatges del Credo. Però en aquesta missa exclou de manera inusual les paraules ex Maria Virgine ("de la Verge Maria"). Això podria ser senzillament un oblit.[3]
"Et resurrexit...", Allegro, en do major, compàs 3/4.
4. "Sanctus", Adagio, en do major, compàs 4/4.
"Osanna in excelsis excelsis..." Allegro vivace, en do major, compàs 4/4.
5. "Benedictus" Andante, en fa major, 2/4; soprano solo
"Benedictus qui venit...", en la major
"Osanna in excelsis excelsis..." Allegro vivace, en do major, compàs 4/4.
"Benedictus" (D 961), Moderato, en la menor, compàs 2/2. Per a cor.
6. "Agnus Dei", Adagio, en do major, compàs 4/4.
"Dona nobis pacem...", Allegro vivace, en do major, compàs 3/4.